# 印度斑胸钩嘴鹛
印度斑胸钩嘴鹛（学名：Pomatorhinus mcclellandi），是画眉科钩嘴鹛属的一种，分布于印度、缅甸、孟加拉国和不丹。该物种的保护状况被评为无危。
印度斑胸钩嘴鹛的栖息地包括亚热带或热带的湿润低地林、亚热带或热带的（低地）湿润疏灌丛和亚热带或热带的湿润山地林。
印度斑胸钩嘴鹛体重约58.15克，翼长约82.2毫米，嘴峰长约30.2毫米，喙宽度约4.5毫米，喙厚度约5.7毫米，跗蹠长约32.4毫米，尾长约85毫米。印度斑胸钩嘴鹛在其分布区内为留鸟，食性为肉食性，主要食物来源是陆生无脊椎动物。